# Voalavo antsahabensis
Voalavo antsahabensis — вид гризунів родини незомієві (Nesomyidae).

## Поширення
Відомий тільки з лісу уздовж східного краю Центрального нагір'я, в центрі східного Мадагаскару, між висотами 1250 і 1425 м. Вид відокремлений від V. gymnocaudus близько 450 км. Цей вид записаний тільки в гірському тропічному лісі.

## Загрози та охорона
Основною загрозою для цього виду є втрата середовища проживання і деградація в результаті підсічно-вогневого сільськогосподарської діяльності. Живе на охоронній території Coulior Forestier d'Anjozorobe-Angavo.